# 1901 dans les chemins de fer
chronologie des chemins de fer
1900 dans les chemins de fer - 1901 - 1902 dans les chemins de fer

## Évènements
- 12 janvier.  France :   tramway du Havre, inauguration de la ligne de gare du Havre à la jetée par la place Gambetta[1].

- 18 mars.  France :   tramway du Havre, inauguration de la ligne de la place Thiers au pont Notre-Dame[1].

- 5 juillet.  France :   inauguration de la ligne Saint-Gervais - Vallorcine entre Saint-Gervais-Le Fayet et Chamonix (PLM).

- 1er août.  France :   Chemins de fer du Calvados, mise en service de la ligne de Grandcamp-les-Bains à la gare de Molay et à La Mine de Littry, avec l'ouverture de la section de Saint-Laurent-sur-Mer à la mine de Littry

- 7 décembre.  France :   ouverture au service voyageurs de la ligne d'Oloron-Sainte-Marie à Sauveterre-de-Béarn (compagnie du chemin de fer de Pau-Oloron-Mauléon et du tramway de Bayonne à Biarritz).

- 20 décembre.  Kenya :    : achèvement du chemin de fer de l’Ouganda qui relie Mombasa à Port-Florence sur le lac Victoria[2]

- 26 décembre.  France :   mise en service de la première section, de Salbris à Romorantin, du Chemin de fer du Blanc-Argent[3]

- 28 décembre.  France :   la Société du chemin de fer électrique souterrain Nord-Sud de Paris, dite Compagnie du Nord-Sud, obtient de la Ville de Paris la concession d'un réseau métropolitain de deux lignes[4].